# Slezská metropolitní oblast

Mapa Hornoslezské metropolitní oblasti

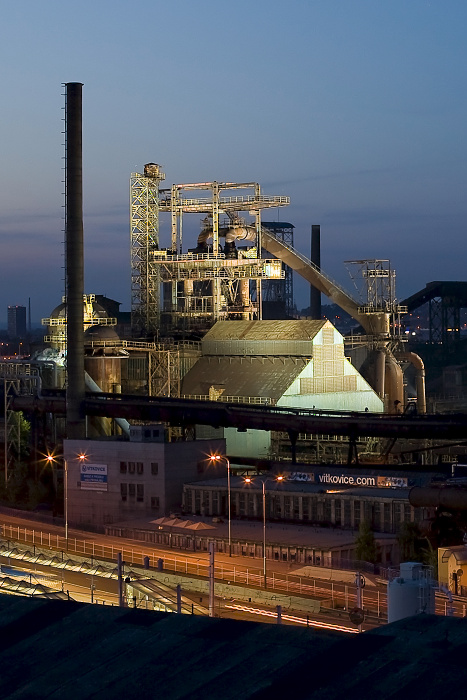
Dolní oblast Vítkovice – česká národní kulturní památka

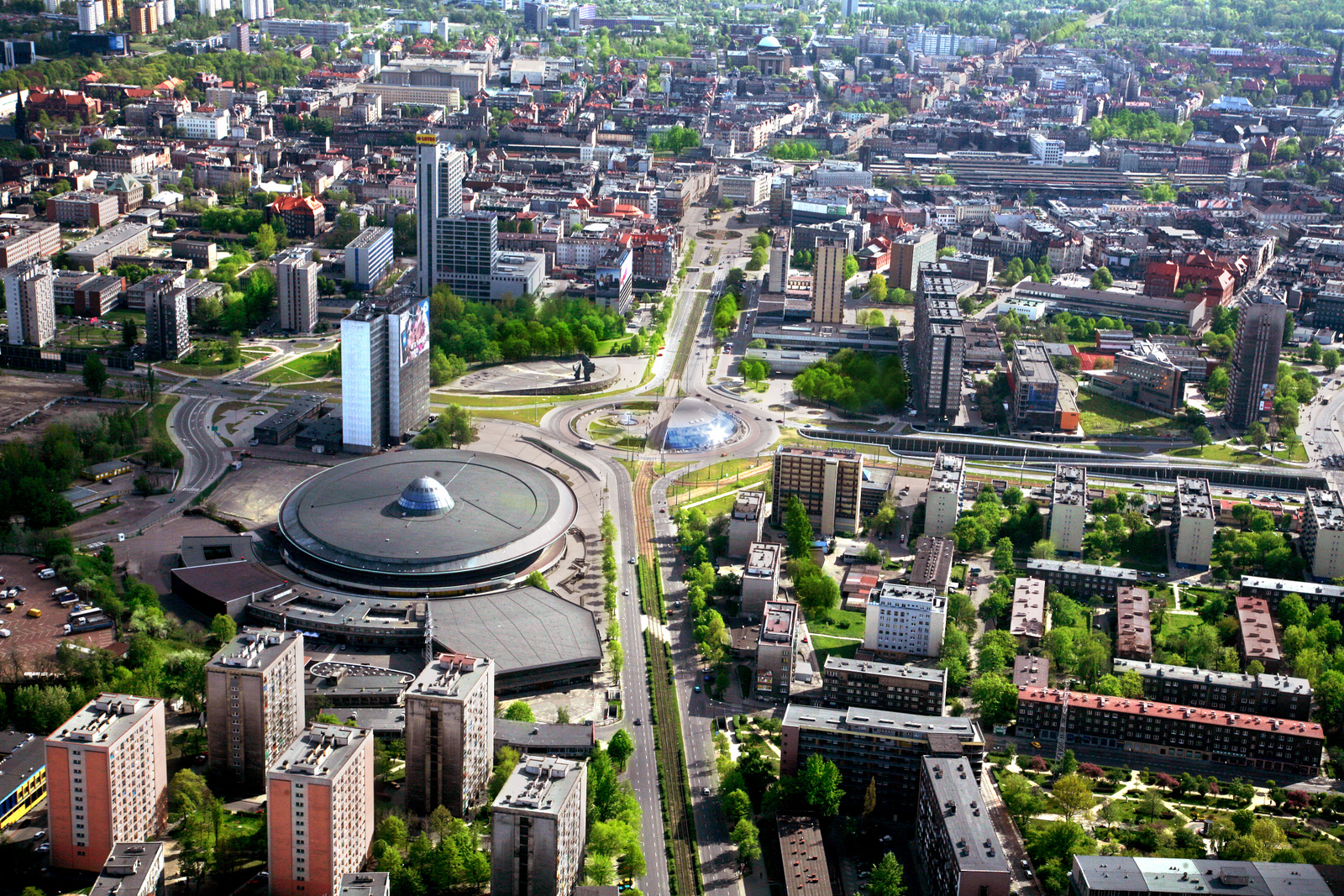
Letecký pohled na centrum polských Katowic

Katovicko-ostravská aglomerace (nebo Hornoslezská metropolitní oblast) je metropolitní oblast na jihu Polska a severovýchodu Česka. Centry jsou Katovice a Ostrava ve Slezsku. Žije v ní 5,3 milionu obyvatel.
Oblast se nachází v Hornoslezské uhelné pánvi. Oblast zahrnuje tyto administrativní jednotky (NUTS-2): většinu Slezského vojvodství, malou západní část Malopolského vojvodství a východní část Moravskoslezského kraje v Česku. Hornoslezská metropolitní oblast má populaci 5,3 milionu obyvatel – z toho 1,4 milionu v Česku (Ostravská metropolitní oblast) a 3,9 milionu (75,4 %) v Polsku (Hornoslezská polycentrická metropolitní oblast). Podle polských zdrojů se rozkládá na území 5 400 km², s 4 500 km² (83,33 %) v Polsku a 900 km² (16,67 %) v Česku.